# The Primal Lure
The Primal Lure er en amerikansk stumfilm fra 1916 af William S. Hart.

## Medvirkende
- William S. Hart som Angus McConnell.
- Margery Wilson som Lois Le Moyne.
- Robert McKim som Richard Sylvester.
- Jerome Storm som Pierre Vernaisse.
- Joe Goodboy.